# 일본의 전도와 역사 교육을 생각하는 의원 모임
일본의 전도와 역사 교육을 생각하는 의원 모임(일본어: 日本の前途と歴史教育を考える議員の会 니혼노젠토토레키시쿄이쿠오칸가에루기인노카이[*])는 일본 의회의 자유민주당 내 의원연맹이다. 1997년 설립되었다.
2015년 기준으로 후루야 게이지가 회장을 맡고 있으며 자민당 의원들이 많이 소속되어 있다. 전신인 '일본의 전도와 역사 교육을 생각하는 젊은 의원 모임' (日本の前途と歴史教育を考える若手議員の会)에서는 지금의 일본 총리이기도 한 아베 신조가 사무총장을 맡았으며, 나카가와 쇼이치, 에토 세이치, 마쓰오카 도시카쓰, 다카이치 사나에, 모리타 겐사쿠, 야마모토 이치타, 나카야마 야스히데 의원 등이 회원으로 있었다.

## 역사
1996년 일본 문부과학성이 오는 1997년부터 중학교에서 사용되는 교과서에 대한 검정 결과를 발표하고, 당시 사용되던 모든 교과서에 위안부에 대한 기술을 포함토록 했다. 일본 우익은 이에 대한 반발로 1997년 1월 새로운 역사 교과서를 만드는 모임을 결성하고, 2월에는 자민당 내에서 이를 지원하기 위한 의원연맹인 '일본의 전도와 역사교육을 생각하는 젊은 의원 모임'이 만들어졌다.
이후로도 일본의 역사 교과서, 위안부, 난징 대학살 등에 관하여 부정적인 입장을 취하며, 그에 대한 활동을 지속하고 있다. 초창기에는 '새로운 역사교과서' 제작 및 보급 지원, NHK 위안부 다큐멘터리의 검열 및 삭제 지시, 일본 센터시험 위안부 문제 출제 금지, 고노 담화와 무라야마 담화 수정, 오키나와 집단자살 사건의 군 관여 기술 삭제 등을 조직적으로 추진해왔다. 2007년 2월에는 '난징 문제 소위원회'를 만들어 "(난징 대학살에 대한) 제대로 된 증거가 없다"는 결론의 보고서를 냈다. 오키나와 자결사건에 대해서는 "구 일본군의 조직적인 강제, 강요는 전혀 사실 무근"이라는 입장을 취하며 2007년 10월 17일 '오키나와 전쟁 검증을 위한 소위원회'를 신설하였다.
2007년 미국 하원에서 위안부 사과 촉구결의안이 가결되자 이를 공식적으로 비난하며 "위안부는 성노예가 아니라 자발적으로 성적 서비스를 제공한 매춘부에 불과하고, 학대 등의 사실도 없다"며 결의안에 대한 반론을 미국 하원 측에 송치한다는 결정을 내렸다. 그해 6월 29일에는 기자회견을 열어 반론 취지를 발표하고, 위안부 문제 결의안의 지지파와의 정면대결을 선언하기도 했다.
2012년 제2차 아베 신조 내각 출범 당시 장관 19인 중 9인 (47%)이 이 모임에 참여하는 것으로 조사되었다.

## 소속 의원
- 회장: 후루야 게이지
- 사무국장: 요시이에 히로유키[7]
- 고문: 아베 신조
- 난징 문제 소위원회 위원장: (공석)
- 위안부 문제 소위원회 위원장: 나카야마 야스히데
- 오키나와 전쟁 검증을 위한 소위원회장: 하기우타 고이치
- 의원: 기시다 후미오, 사토 츠토무, 이마무라 마사히로, 에토 아키노리, 야마자키 마사아키

## 같이 보기
- 위안부 문제와 난징 사건의 진실을 확인하는 모임 (민주당의 의원연맹)
- 난징 대학살
- 새로운 역사 교과서를 만드는 모임